# Joseph Bourret

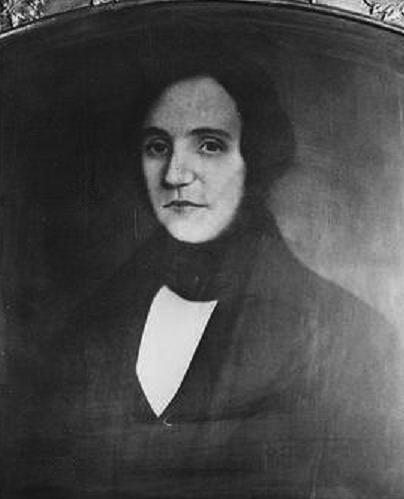
Joseph Bourret

Joseph Bourret (* 10. Juni 1802 in Rivière-du-Loup, Niederkanada; † 5. März 1859 in Montreal) war ein kanadischer Politiker und Rechtsanwalt. Zweimal war er Bürgermeister von Montreal, von 1842 bis 1844 und von 1847 bis 1848.

## Biografie
Bourret erhielt eine klassische Ausbildung am Gymnasium in Nicolet. Nachdem er drei Jahre bei seinem Onkel gearbeitet hatte, erhielt er 1823 die Zulassung als Rechtsanwalt. Als sein Onkel zehn Jahre später starb, bildete er eine Partnerschaft mit Toussaint Pelletier. 1834 heiratete er dessen Tochter Emélie, die jedoch wenig später starb. 1839 vermählte er sich mit Marie-Stéphanie Bédard, mit der er neun Kinder hatte. Bourret war ein gemäßigter Nationalist; 1843 gehörte er zu den Mitbegründern der Wohlfahrtsorganisation Société Saint-Jean-Baptiste de Montréal, die auch die frankokanadische Kultur förderte. Er selbst präsidierte sie in den Jahren 1848 und 1849. Darüber hinaus war er Mitbegründer der Sparkasse der Stadt und des Bezirks Montreal (Banque d’Épargne de la Cité et du District de Montréal). Sie war eine der ersten frankokanadischen Finanzinstitute und wurde von der römisch-katholischen Kirche unterstützt.
1840 berief die Kolonialregierung Bourret in den Montrealer Stadtrat. In den Jahren 1842 bis 1844 amtierte er das erste Mal als Bürgermeister. Da Montreal damals Hauptstadt der Provinz Kanada war, stellte er dem Parlament die Markthalle Sainte-Anne zur Verfügung. Er war maßgeblich an der Verwirklichung des Marché Bonsecours beteiligt, ebenso an der Planung neuer Aquädukte. Nach dem Tod von John Eeston Mills im November 1847 übernahm er pro tempore für etwas mehr als ein Jahr erneut das Amt des Bürgermeisters. Bourret war auch auf nationaler Ebene politisch tätig. 1848 wurde er in den Legislativrat, das Oberhaus der Provinz Kanada, berufen. Von April 1850 bis Oktober 1851 war er Mitglied der Regierung von Louis-Hippolyte La Fontaine und Robert Baldwin, als Minister für öffentliche Bauvorhaben. Bis zu seinem Tod blieb er Mitglied des Legislativrates.